# Saint-Paul, Corrèze
Saint-Paul este o comună în departamentul Corrèze din centrul Franței. În 2009 avea o populație de 221 de locuitori.

## Evoluția populației
| An        | 1975 | 1982 | 1990 | 1999 | 2006 | 2009 |
| --------- | ---- | ---- | ---- | ---- | ---- | ---- |
| Populație | 259  | 232  | 236  | 237  | 236  | 221  |